# إيونيس أثاناسولاس
إيونيس أثاناسولاس (باليونانية: Γιάννης Αθανασούλας)‏ مواليد 21 يناير 1987 في أثينا، هو لاعب كرة سلة يوناني. بدأ مسيرته الاحترافية في سنة 2005. يلعب مع لافريو في الدوري اليوناني لكرة السلة. يحمل الرقم 11. يبلغ طوله 6 قدم 7.5 بوصة (2.0 م).

## المسيرة الاحترافية
لعب مع نادي إيه إي كي لكرة السلة من سنة 2005 إلى 2007، ثم لعب مع نادي بانيونيس لكرة السلة من سنة 2010 إلى 2014، ثم لعب مع نادي بانلفسينياكوس لكرة السلة في موسم 2014–2015.

## روابط خارجية
- إيونيس أثاناسولاس على موقع الاتحاد الدولي لكرة السلة (الإنجليزية)
- إيونيس أثاناسولاس على موقع الدوري الأوروبي لكرة السلة (الإنجليزية)
- إيونيس أثاناسولاس على موقع كرة السلة الأوروبية.كوم (الإنجليزية)
- إيونيس أثاناسولاس على موقع DraftExpress.com (الإنجليزية)
- إيونيس أثاناسولاس على موقع ريلجم (الإنجليزية)
- إيونيس أثاناسولاس على موقع بروبوليرز (الإنجليزية)
- إيونيس أثاناسولاس على موقع سبورتس رفرنس (الإنجليزية)